# シフレオ彗星
シフレオ彗星（英語: 108P/Ciffreo）は、1985年11月8日にJacqueline CiffréoがフランスにあったCERGAの90cmシュミット式望遠鏡を使用して発見した短周期彗星である。
彼女は当時回帰していたハレー彗星を撮影するため望遠鏡をセッティングしていたが、設定を誤って撮影した写真に偶然写り込んでいて発見され、周期彗星であることが判明した。12等級より明るくならなかったためアマチュアによる観測は少なかった。
その後1993年、2000年、2007年、2014年、2021年の回帰でも観測されている。2018年7月12日には木星に0.36 auまで接近した。次の回帰は2028年である。